# Circoscrizione 3 (Bergamo)
La circoscrizione 3 è una delle tre circoscrizioni in cui era suddiviso il territorio comunale di Bergamo.

## Suddivisione
La circoscrizione 3 comprende i quartieri di Città Alta, Colli, Conca Fiorita, Monterosso, Redona, Santa Caterina, Valtesse, Valverde.